# Bassa del Mas Faig
La bassa del Mas Faig és un petit estanyol d'inundació temporal que ocupa poc més de dues hectàrees al municipi de Cantallops, a la vora del Mas Petit de Bell-lloc. La bassa del Mas Faig, igual que el proper estany de les Moles, acull comunitats vegetals i espècies molt rares a Catalunya.
Pel que fa a la vegetació, destaca la presència de creixenars amb glicèria i de jonqueres terofítiques d'isoets, així com de jonqueres acidòfiles montanes (Juncion acutiflori).
S'hi ha identificat, els següents hàbitats d'interès comunitari:
- 3170 Basses i tolls temporers mediterranis,
- 3120 Aigües estagnants oligotròfiques molt poc mineralitzades, amb Isoetes spp., en terrenys generalment arenosos de la Mediterrània occidental,
- 3130 Aigües estagnants, poc o molt mesotròfiques, amb vegetació de les classes Littorelletea uniflorae i/o IsoetoNanojuncetea
- 6510 Prats de dall de terra baixa i de la muntanya mitjana (Arrhenatherion).

Entre les espècies vegetals que es localitzen en aquesta zona destaca la crucífera Cardamine parviflora i els pteridòfits Isoetes setacea o Marsilea strigosa.
La sega i la pastura, així com els recs de drenatge existents, han afavorit la implantació a la zona de prats de dall, també hàbitats d'interès comunitari però menys rars en el conjunt de Catalunya, així com de gespes calcigades de menor especificitat ecològica.
Els principals factors que afecten negativament l'espai són l'ús ramader i la presència de rases de drenatge obertes fa temps.
La bassa del Mas Faig està inclosa dins l'espai de la Xarxa Natura 2000 ES5120009 "Basses de l'Albera".